# Johann Lindemann (Politiker)
Johann Lindemann, auch Johannes Lindemann (* 1475 in Eisleben; † 1519), war ein deutscher Jurist und Bürgermeister der Stadt Leipzig.

## Leben
Lindemann wurde in Eisleben geboren und war der Sohn des gleichnamigen Johann (Hans) Lindemann. Er studierte in Leipzig und promovierte 1506 zum Dr. utr. jur. Zwischen 1501 und 1504 war Oberstadtschreiber und zwischen 1505 und 1507 ist er als Schöffe belegt. Zwischen 1507 und 1519 ist er als Syndikus tätig. Von 1509 bis 1519 ist Ordinarius der Juristenfakultät der Universität Leipzig.
1514 und 1517 war Johann(es) Lindemann Bürgermeister der Messestadt Leipzig. An der dortigen Universität wurde er zum Dr. jur. promoviert und Professor. Später war er als Rat des 1538 verstorbenen Herzogs Georg von Sachsen tätig. Er starb im Alter von 44 Jahren.